# ジョン・セルフ
ジョン・フランクリン・セルフ（John Franklyn Self, 1940年9月9日 - ）は、アメリカ合衆国出身の元プロ野球選手（一塁手）。

## 来歴・人物
ノースイースト高校を卒業後、1959年にセントルイス・カージナルスと契約。1961年までマイナーリーグでプレーしたがメジャーデビューを果たすことはできなかった。
8シーズンのブランクの後、1970年に大洋ホエールズに入団。185cm、93kgの巨漢で首脳陣の期待もあったが、やはり長いブランクが影響し、キャンプの打撃練習で打撃の惨状が露わになった。しばらく守備要員で起用したが、5月27日の対阪神戦（川崎球場）で場外ホームランを含む3打数3安打と大当たりした。調子が良かったのはこの試合のみで、打撃・守備とも良いところがなく、同年限りで退団した。

## 詳細情報

### 年度別打撃成績
| 年 度     | 球 団     | 試 合 | 打 席 | 打 数 | 得 点 | 安 打 | 二 塁 打 | 三 塁 打 | 本 塁 打 | 塁 打 | 打 点 | 盗 塁 | 盗 塁 死 | 犠 打 | 犠 飛 | 四 球 | 敬 遠 | 死 球 | 三 振 | 併 殺 打 | 打 率 | 出 塁 率 | 長 打 率 | O P S |
| --------- | --------- | ----- | ----- | ----- | ----- | ----- | -------- | -------- | -------- | ----- | ----- | ----- | -------- | ----- | ----- | ----- | ----- | ----- | ----- | -------- | ----- | -------- | -------- | ----- |
| 1970      | 大洋      | 43    | 67    | 64    | 3     | 15    | 5        | 0        | 2        | 26    | 8     | 0     | 0        | 0     | 1     | 1     | 0     | 1     | 23    | 0        | .234  | .254     | .406     | .660  |
| 通算：1年 | 通算：1年 | 43    | 67    | 64    | 3     | 15    | 5        | 0        | 2        | 26    | 8     | 0     | 0        | 0     | 1     | 1     | 0     | 1     | 23    | 0        | .234  | .254     | .406     | .660  |

### 記録
- 初出場：1970年4月27日、対読売ジャイアンツ戦（川崎球場）、7番・一塁手で先発出場

### 背番号
- 40 （1970年）